# Merops nubicoides
Merops nubicoides — вид сиворакшоподібних птахів родини бджолоїдкових (Meropidae).

## Поширення
Вид поширений в Південній Африці. У гніздовий період (серпень-листопад) трапляється в Замбії та Зімбабве. У літні місяці (грудень-березень) мігрує на до Квазулу-Натал (ПАР) та Анголи, а з березня по серпень — на північ аж до Уганди і Танзанії.

## Опис
Дрібний птах, завдовжки до 38 см. Оперення переважно багряно-червоне, з синьою короною на голові та бірюзово-блакитними крупом і підхвістям. Через очі проходить чорна смуга. Центральні хвостові пера довші за інші. Дзьоб чорний, довгий і тонкий, вигнутий донизу.

## Спосіб життя
Раціон складається з летючих комах, переважно перетинчастокрилих (в основному з літаючих мурах), а також жуків, бабок, прямокрилих та метеликів. Гніздяться в численних колоніях, що можуть налічувати тисячі пар. Кожна пара будує гніздо, викопуючи в піщаних урвищах довгі тунелі, завдовжки до 2 м. Самиця відкладає 5-6 білих яєць.